# Rörndlwies
Rörndlwies (früher auch Rerndelwies) ist eine Ortschaft in der Marktgemeinde St. Martin im Bezirk Gmünd in Niederösterreich mit 8 Einwohnern (Stand 1. Jänner 2024).

## Geografie
Der Ort befindet sich westlich von St. Martin und ist über die Landesstraße L8293 erreichbar, die weiter nach Harmanschlag führt. Auf halbem Weg passiert man dabei die Freizeitanlage Rörndlwies. Rörndlwies selbst besteht aus einigen abseits dieser Straße gelegenen Gehöften und einem Jagdhaus, die alle von Wäldern umgeben sind. Im Nordwesten erhebt sich der Nebelstein (1017 m ü. A.), der von hier über mehrere Wanderwege erschlossen wird. Die gesamte Ortslage entwässert über den Föhrenbach, der bei Roßbruck von links in die Lainsitz mündet.
Am 1. April 2020 umfasste die Ortschaft 4 Adressen.

## Geschichte
Bereits der Franziszeische Kataster von 1823 zeigt Rörndlwies als eine mit zwei Anwesen versehene Ortslage, die laut Administrativkarte von Niederösterreich im 19. Jahrhundert noch um einige Anwesen erweitert wurde. Die auf dieser Karte eingezeichnete, über den Wachberges (931 m ü. A.) errichtete und beim Jagdhaus in Rörndlwies endende Allee unterstreicht die ehemals herrschaftliche Nutzung der Waldungen.

## Freizeitanlage
Die Freizeitanlage Rörndlwies (auch Freizeitanlage St. Martin oder Campingplatz St. Martin genannt) besteht aus einem künstlich errichteten Badeteich, der um einen Campingplatz, einen Kiosk sowie einen kleinen Grillplatz und zwei Beachvolleyballplätze erweitert wurde. Knapp oberhalb des Badeteiches befindet sich eine mit Kaltenwasser bezeichnete Flur samt einem Wasserreservoir.

## Naturdenkmal
Neben dem Rörndlwies-Marterl an der L8293 steht eine Winterlinde, die zum Zeitpunkt ihrer Unterschutzstellung und Erklärung zum Naturdenkmal (Listeneintrag) im Jahr 1986 einen Umfang von ca. 3,05 Metern und eine Höhe von ca. 18 bis 20 Metern hatte. Aufgrund dieser Daten wurde der Baum damals auf ein Alter von rund 120 Jahren geschätzt. Er könnte daher jetzt 158 Jahre alt sein.